# Kiekur (Komi)
Kiekur (ros. Кекур) – wieś (dieriewnia) w Rosji, w Republice Komi, w rejonie ust-kułomskim. W 2010 liczyła 378 mieszkańców.